# Sewellia trakhucensis
Sewellia trakhucensis är en fiskart som beskrevs av Nguyen 2005. Sewellia trakhucensis ingår i släktet Sewellia och familjen grönlingsfiskar. Inga underarter finns listade i Catalogue of Life.